# Почепин (річка)
Почепин — річка в Україні, у Макарівському районі Київської області, ліва притока Здвижу (басейн Дніпра).

## Опис
Довжина річки 13 км, похил річки — 2,5 м/км. Формується з багатьох безіменних струмків та водойм. Площа басейну 63,0 км2.

## Розташування
Бере початок на південному заході від Наливайківки. Тече переважно на північний схід через Почепин, Липівку і впадає у річку Здвиж, праву притоку Тетерева.
Річку перетинає автомобільна дорога Т 1019.

## Галерея

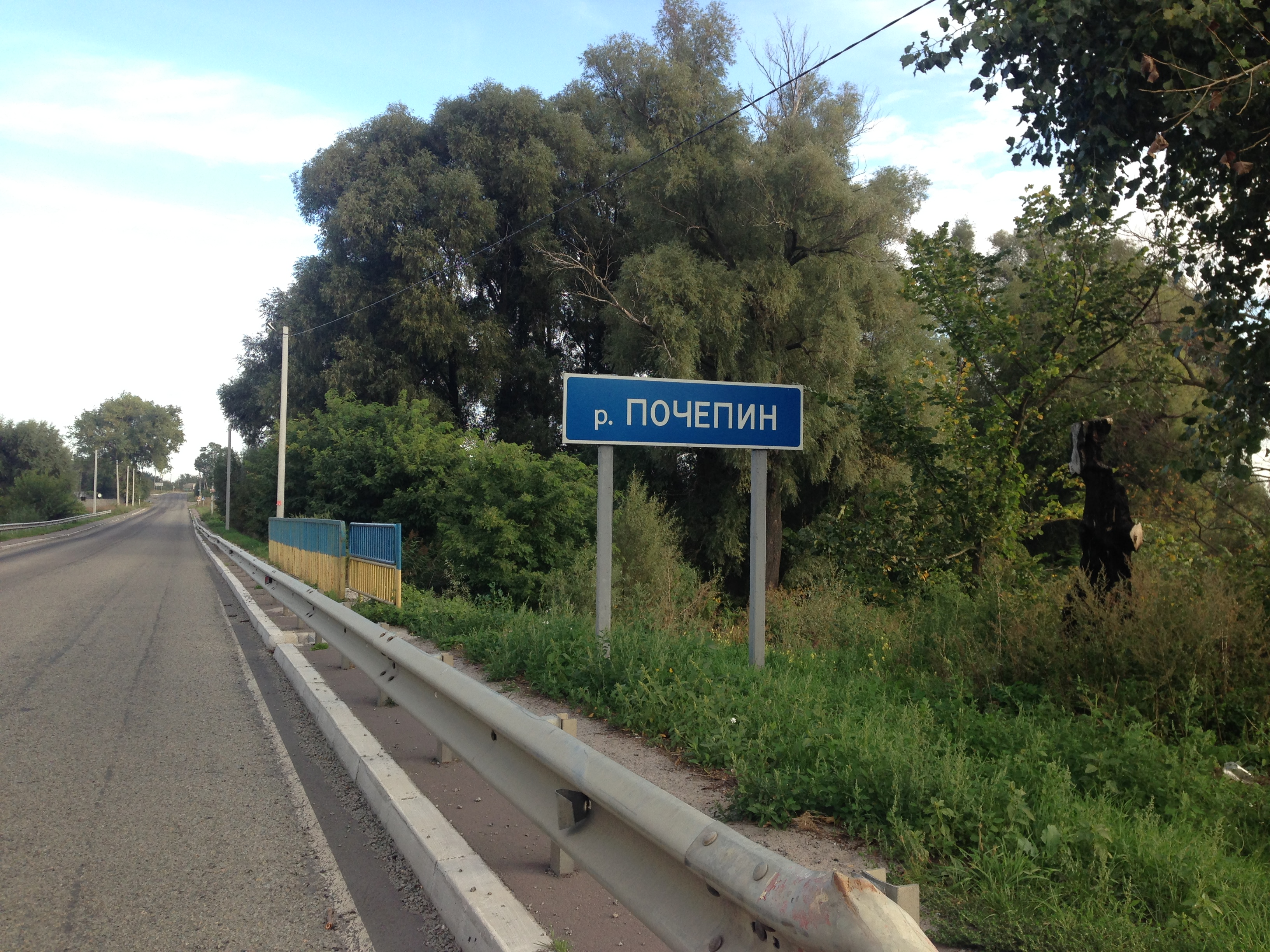